# Vrh treh morij
Vrh treh morij ali Trójmorski Wierch (poljska izgovorjava: [trujˈmɔrski ˈvjɛrx], v poljščini do leta 1946 Klepacz, češko Klepáč, nemško Klappersteine) je vrh v pogorju Snieznik. Leži na češko-poljski meji.
Je trojna točka evropskega razvodja. Voda z vrha lahko teče v Baltsko morje prek vzhodne Neisse in Odre, v Črno morje prek Morave in Donave ter v Severno morje prek Orlice in Labe. Sedanje poljsko ime, ki pomeni Vrh treh morij, izhaja iz te hidrološke značilnosti. Leta 1946 ga je predstavil Mieczysław Orłowicz.
Češko, nemško in nekdanja poljska imena temeljijo na zvoku ploskanja razsutih kamnov, ki se v močnem vetru premikajo po vrhu ali ko stopimo nanje.